# ニューハンプシャー植民地総督
ニューハンプシャー州植民地総督では、現在のアメリカ合衆国ニューハンプシャー州のイギリス植民地時代に置かれた総督を列挙する。

## ロウアー・プランテーション総督 (1630年–1641年)
| 氏名                     | 就任    | 退任    |
| ------------------------ | ------- | ------- |
| ウォルター・ニール       | 1630年  | 1633年  |
| フランシス・ウィリアムズ | 1634年? | 1641年  |
| ヘンリー・ジョセリン     | 1634年  | 1638年  |
| フランシス・ノートン     | 1638年  | 1640年? |

## アッパー・プランテーション総督 (1631年–1641年)
| 氏名                 | 就任    | 退任   |
| -------------------- | ------- | ------ |
| トーマス・ウィギン   | 1633年? | 1637年 |
| ジョージ・バーデット | 1637年  | 1641年 |

## マサチューセッツ総督 (1641年–1680年)
| 氏名                         | 就任                                      | 退任           | 副総督                                                                                  |
| ---------------------------- | ----------------------------------------- | -------------- | --------------------------------------------------------------------------------------- |
| トマス・ダドリー             | 1641年6月2日                              | 1640年5月13日  | リチャード・ベリンガム                                                                  |
| リチャード・ベリンガム       | 1641年6月2日                              | 1642年5月18日  | ジョン・エンデコット                                                                    |
| ジョン・ウィンスロップ       | 1642年5月18日                             | 1644年5月29日  | ジョン・エンデコット                                                                    |
| ジョン・エンデコット         | 1644年5月29日                             | 1645年5月14日  | ジョン・ウィンスロップ                                                                  |
| トマス・ダドリー             | 1645年5月14日                             | 1646年5月6日   | ジョン・ウィンスロップ                                                                  |
| ジョン・ウィンスロップ       | 1646年5月6日                              | 1649年5月2日   | トマス・ダドリー                                                                        |
| ジョン・エンデコット         | 1649年5月2日                              | 1650年5月22日  | トマス・ダドリー                                                                        |
| トマス・ダドリー             | 1650年5月22日                             | 1651年5月7日   | ジョン・エンデコット                                                                    |
| ジョン・エンデコット         | 1651年5月7日                              | 1654年5月3日   | トマス・ダドリー                                                                        |
| リチャード・ベリンガム       | 1654年5月3日                              | 1655年5月23日  | ジョン・エンデコット                                                                    |
| ジョン・エンデコット         | 1655年5月23日                             | 1665年5月3日   | リチャード・ベリンガム                                                                  |
| リチャード・ベリンガム       | 1665年5月3日                              | 1672年12月12日 | フランシス・ウィロビー（1665年 - 1671年） ジョン・レヴァレット（1671年 - 1672年）       |
| ジョン・レヴァレット         | 1672年12月12日 （代理：1673年5月7日まで） | 1679年5月28日  | サミュエル・シモンズ（1673年 - 1678年） サイモン・ブラッドストリート（1678年 - 1680年） |
| サイモン・ブラッドストリート | 1679年5月28日                             | 1680年1月21日  | トマス・ダンフォース                                                                    |

## 第一プロヴィンス時代 （1680年–1689年）
| 氏名                           | 辞令          | 就任          | 退任          |
| ------------------------------ | ------------- | ------------- | ------------- |
| ジョン・カット                 | 1679年9月18日 | 1680年1月21日 | 1681年3月     |
| リチャード・ウォルドロン       | 1680年1月22日 | 1681年3月     | 1682年10月4日 |
| エドワード・クランフィールド   | 1682年5月9日  | 1682年10月4日 | 1685年6月     |
| ウォルター・ベアフット（代理） | ―             | 1685年6月     | 1686年5月25日 |

## ニューイングランド王領
※ダドリーの肩書きは評議会議長である。
| 氏名                         | 就任           | 退任           | 副総督                                 |
| ---------------------------- | -------------- | -------------- | -------------------------------------- |
| ジョセフ・ダドリー           | 1686年5月25日  | 1686年12月20日 | ウィリアム・ストートン                 |
| エドマンド・アンドロス       | 1686年12月20日 | 1689年4月18日  | フランシス・ニコルソン (1688年4月任命) |
| サイモン・ブラッドストリート | 1690年3月19日  | 1692年         | トマス・ダンフォース                   |

## 第二プロヴィンス時代 (1692年–1775年)
| 氏名                     | 就任            | 退任           | 副総督                                      |
| ------------------------ | --------------- | -------------- | ------------------------------------------- |
| サミュエル・アレン       | 1691年3月1日    | 1699年7月31日  | ジョン・アッシャー                          |
| リチャード・クート       | 1697年6月18日   | 1702年3月5日   | ウィリアム・パートリッジ                    |
| ジョセフ・ダドリー       | 1702年4月1日    | 1716年10月7日  | ジョン・アッシャー                          |
| 空席                     | 空席            | 空席           | ジョージ・ヴォーン                          |
| サミュエル・シュート     | 1716年5月10日   | 1723年1月1日   | ジョージ・ヴォーン ジョン・ウェントワース   |
| 空席                     | 空席            | 空席           | ジョン・ウェントワース                      |
| ウィリアム・バーネット   | 1727年12月19日? | 1729年9月7日   | ジョン・ウェントワース                      |
| 空席                     | 空席            | 空席           | ジョン・ウェントワース                      |
| ジョナサン・ベルチャー   | 1729年12月11日  | 1741年12月12日 | デイヴィッド・ダンバー                      |
| ベニング・ウェントワース | 1741年6月4日    | 1767年7月30日  | 空席                                        |
| ジョン・ウェントワース   | 1766年8月11日   | 1775年8月24日  | ジョン・テンプル (名目のみ、1762年–1774年） |